# Hein Vergeer
Henricus Coenradus Nicolaas „Hein“ Vergeer (* 2. Mai 1961 in Reeuwijk) ist ein ehemaliger niederländischer Eisschnellläufer.
Vergeer wurde 1985 in Hamar und 1986 in Inzell Weltmeister im Mehrkampf. Außerdem gewann er in diesen Jahren bei den Mehrkampfeuropameisterschaften.
Im Jahr 1985 wurde Vergeer mit der Oscar Mathisen Memorial Trophy ausgezeichnet und 1986 zum Sportler des Jahres der Niederlande gewählt.

## Weblinks

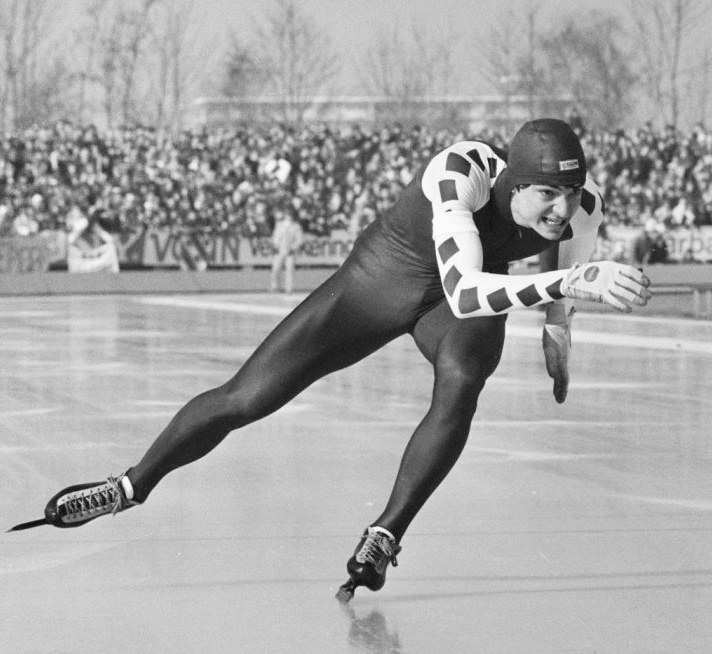
Hein Vergeer, 1985